# Seznam osebnih imen na H
Seznam osebnih imen, ki se pričnejo s črko H.

## Seznam

### Ha
- Hadrijan
- Hal
- Hana
- Hanelore
- Hani
- Hanka
- Hannelore
- Hari
- Haris
- Hasan
- Hava

### He
- Heda
- Hedviga
- Hedvika
- Helena
- Helenca
- Helga
- Hema
- Helmut
- Henri
- Henrih
- Henrik
- Henrika
- Herbert
- Herman
- Hermina
- Herta

### Hi
- Hieronim
- Hijacinta
- Hilarij
- Hilarija
- Hilda
- Hildegarda
- Hinko

### Ho
- Horac
- Horacij

### Hu
- Hubert
- Hugo
- Humphrey
- Husein
- Husejin